# WGFY
WGFY (1480 kHz) é uma estação de rádio AM comercial em Charlotte, Carolina do Norte. A estação é de propriedade da Charlotte Advent Media Corporation e transmite uma conversa cristã e um formato de rádio de ensino como uma rede afiliada da LifeTalk Radio. A WGFY transmite noticiários de hora em hora da Salem Radio Network (SRN News).
Em 25 de maio de 2016, a WGFY recebeu uma licença de construção da Comissão Federal de Comunicações para aumentar a potência diurna para 12.000 watts. À noite, reduz a potência para 5.000 watts para evitar interferência com outras estações na 1480 AM. A WGFY usa uma antena direcional em todos os momentos.